# Mohammed Khaznadar
Mohammed Khaznadar (arabe : محمد خزندار), né vers 1810 sur l'île de Kos (Grèce actuelle) et mort le 22 juin 1889 à La Marsa, est un homme politique tunisien.

## Biographie
Mamelouk d'origine grecque, il est capturé lors d'une rafle et vendu comme esclave au bey de Tunis : Hussein II Bey.
Il devient plus tard trésorier de Chakir Saheb Ettabaâ et caïd de Sousse et Monastir dès 1838. Il se maintient durant cinquante ans, à un poste ou un autre, au service de cinq beys successifs. En novembre 1861, il est nommé ministre de l'Intérieur puis ministre de la Guerre en décembre 1862, ministre de la Marine en septembre 1865, ministre de l'Intérieur à nouveau en octobre 1873 et enfin grand vizir et président de la commission financière internationale du 22 juillet 1877 au 24 août 1878. Il conserve ensuite le titre de ministre et les fonctions de conseiller d'État et redevient grand vizir le 12 septembre 1881. Il se retire de la vie publique dans ses propriétés de La Marsa et de Sidi Bou Saïd à l'automne 1882, après l'établissement du protectorat français, laissant le souvenir d'un homme d'état effacé et pieux.
Il n'a aucun lien de parenté avec Mustapha Khaznadar ; Khaznadar est un surnom, signifiant « trésorier », les surnoms étant constitués à partir de la fonction d'origine, de la fonction la plus connue ou de l'origine géographique.